# Freak Out! (film)
Freak Out! är en svensk-dansk-tysk-norsk dokumentärfilm från 2014 i regi av Carl Javér.

## Handling
Hösten år 1900 köpte fem ungdomar en kulle i södra Schweiz. Ungdomarna var trötta på konsumtionssamhället och ville skapa ett annat samhälle, grundat på veganism, feminism, pacifism och fri kärlek. Samhället fick namnet Monte Verità. Genom ungdomarnas ögon jämförs deras tid med nutiden.

## Medverkande
- Iben Hjejle – Ida Hoffman (röst)
- Eilleen Boris
- Pat Thane
- Andreas Schwab
- Herman Müller
- Gordon Kennedy
- Gottfried Heuer
- Christian Bachhiesl
- Nikolaus Brauns
- Liz Aggiss
- Valerie Preston-Dunlop
- Jochen Thermann

## Om filmen
Filmen producerades av Fredrik Lange för produktionsbolaget Vilda Bomben Film AB. Manus skrevs av David Wingate, Javér och Lange och filmen fotades av Henrik Ipsen, Javér och Lars Skree. Den premiärvisades den 25 januari 2014 på Göteborgs filmfestival där den nominerades i kategorin bästa nordiska dokumentär. Den 7 och 9 mars 2014 visades den på Tempo dokumentärfestival i Stockholm, där den fick ett hedersomnämnande. Den hade biopremiär den 25 april 2014.